# محمد نبوس
محمد نبوس (27 فبراير 1983 - 19 مارس 2011) كان تاجر وصحفي مدني أنشأ وأسس قناة ليبيا الحرة.
بعد اندلاع ثورة 17 فبراير في ليبيا، أسس نبوس قناة ليبيا الحرة التي تعد أول محطة تلفزيونية إخبارية خاصة ومستقلة أنشئت في الأراضي التي يسيطر عليها المجلس الوطني الانتقالي بعيد انطلاق ثورة 17 فبراير. أنشئت ليبيا الحرة في 19 فبراير، 2011 وبدأت البث عن طريق موقع لايف ستريم عبر الإنترنت.
في 19 مارس، 2011، قُتل نبوس برصاص قناصة عندما حاول التقاط صور عن الدمار الذي لحق بمدينة بنغازي جراء قصف كتائب القذافي لها في معركة بنغازي الثانية. في الساعات التي تلت وفاة نبوس، دخلت طائرات التحالف الدولي إلى المجال الجوي الليبي لفرض منطقة حظر الطيران التي فرضها مجلس الأمن التابع ل الأمم المتحدة. وفي الأسابيع الأخيرة من حياته، ركّز نبوس على جلب الاهتمام الدولي إلى الأزمة الإنسانية في ليبيا. بعد وفاته، أذيع خبر وفاته على نطاق واسع من قبل سي إن إن ومختلف وسائل الإعلام العالمية. قبل أن يؤسس قناة ليبيا الحرة، عمل نبوس في العديد من الأعمال التجارية في بنغازي.

## الخلفية
ولد نبوس في بنغازي عام 1983 وتخرج من جامعة قاريونس مع درجة في الرياضيات واستعمال الحاسبات.
أحد أقارب نبوس استشهد متأثرًا بإصابته وعمره 17 عامًا في بداية ثورة 17 فبراير. زوجة نبوس كانت حامل في طفلهم الأول عندما قتل نبوس.
في 2 يونيو، 2011، أنجبت زوجته سمرا النعاس طفلها الأول، بنت، سميت مايار «مايا» نبوس.

## العمل في الإعلام

### العمل مع قناة ليبيا الحرة
في 19 فبراير، 2011 وفي أول إرسال من بنغازي التي مزقتها الحرب بعد أن بدأت الثورة الليبية، قال نبوس: «أنا لا أخشى الموت، ولكن أخشى أن أخسر المعركة». انتشرت كلمات نبوس عبر الإنترنت وأصبحت تستعمل في الفيديوهات التي تذيع أخبار ليبيا.
كانت ليبيا الحرة تتكون من 9 آلات تصوير تبث 24 ساعة يوميًا منذ إنشاء القناة في 17 فبراير، 2011. وبعد أن أصبحت اتصالات قناة ليبيا الحرة أكثر تطورًا، أصبح نبوس قادرًا على أخذ آلات التصوير معه إلى أجزاء بنغازي المختلفة لتصوير ما لحق بها من دمار.
خلال أيامه الأخيرة، بثت قناة ليبيا الحرة أخبارًا بثها نبوس عن إطلاق قذائف على بنغازي في 18 مارس، ومقتل طفلين صغيرين بعمر 4 أشهر و 5 سنوات بقذيفة صاروخية في غرفة نومهم يوم 19 مارس. هذه الأخبار وغيرها، أذيعت لاحقًا عن طريق قنوات الأخبار الدولية مثل الجزيرة الإنجليزية.

## الوفاة
يعتقد أن نبوس قتل برصاصة في الرأس على أيدي قناصة من كتائب القذافي عندما حاول التقاط صور عن الدمار الذي لحق بمدينة بنغازي جراء قصف كتائب القذافي لها في معركة بنغازي الثانية. بعدها قامت زوجته بيردتا بإعلان خبر مقتله على قناة ليبيا الحرة.

### ردود الفعل
أدى مقتل نبوس إلى ردود فعل قوية من أعضاء المنظمات والشخصيات الصحفية:
- «لقد لامس قلوب الكثيرين بشجاعته وروحه التي لا تقهر. سنفتقده كثيرًا وقد ترك خلفه زوجته وطفله الغير مولود.» شارون لنتش زميل نبوس وممثل قناة ليبيا الحرة.[2]
- المديرة العامة لمنظمة الأمم المتحدة للتربية والعلم والثقافة اليونسكو إرينا بوكوفا: «إنني أدين جريمة قتل محمد النبوس».[4]
- بن ويدمان مراسل سي إن إن أرسل رسالة في 19 مارس على تويتر تقول: «محمد نبوس كان أحد الأصوات الشجاعة من بنغازي التي أذاعت لنا الأخبار من البداية هو ذكي وشجاع».[11]
- بعد مقتله، سعى بعض المدونون العرب والمؤازرين لقضية محمد نبوس بترشيحه لنيل جائزة جائزة بطل سي إن إن بسبب دوره في ثورة 17 فبراير الليبية.[3]

## الجوائز
- جائزة العام لويس م. ليون في «الضمير والنزاهة،» الصحفية، مؤسسة زمالة نيمان، جامعة هارفارد، 2012

## الإرث
أصبح نبوس وجه وصورة ثورة 17 فبراير الليبية وكان أول من قابله الصحفيين الغربيين بعد تحرير بنغازي من قبل الثوار الليبيين. طبقًا لصحيفة الغارديان البريطانية، فإن نبوس أصبح «وجه الصحفيين المدنيين» في ليبيا.

## وصلات خارجية
- موقع محمد نبوس التذكاري الرسمي
- مقتل الليبي الذي قاد جيشاً جنوده صور وأشرطة كانت ترعب القذافي
- فيديو تذكاري عن محمد نبوس 19 مارس، 2011 على يوتيوبعبر يوتيوب